# Islam en Belgique
Voir aussi
La pratique de l'islam en Belgique est relativement nouvelle et est plus particulièrement observée dans les communautés d'immigrations belges. C'est la deuxième religion la plus répandue en Belgique après le christianisme.
Suivant l'étude démographique du sociologue Jan Hertogen, publiée le 18 mai 2016, la Belgique compte alors 781 887 musulmans, soit 7 % de la population.

## Histoire et contexte
En 2012, la grande majorité des musulmans en Belgique est originaire du Maroc (plus de 450 000 personnes avec leurs descendants) et de la Turquie (220 000 individus). dont la plupart sont venus comme travailleurs immigrés à partir des années 1960. Les lois Jean Gol (1984, d'application le 1er janvier 1985) facilitant l'acquisition de la nationalité belge par un regroupement des différentes options (naissances, mariages…) et accordant automatiquement la nationalité par filiation maternelle transformeront l'immigration de travail en immigration de peuplement.
Pour Pierre Vermeren, qui parle de « désastre », l'expérience de l'immigration marocaine explique la particularité de l'islam en Belgique. Venant pour leur plus grande partie du Rif marocain, la religion de ces fidèles serait caractérisée par une « hostilité viscérale au régime marocain et à son islam » et, de fait, verserait plus facilement dans « le salafisme voire le chiisme, en rupture complète » avec l'islam des autorités marocaines.
La grande mosquée de Bruxelles est en grande partie liée à l’implantation de l’islam en Belgique. Elle conférait principalement à ce moment, en plus de son rôle de célébrations religieuses, un lieu de rassemblement pour les personnes issues de l’immigration de pays musulmans. Les pratiquants de ce culte y trouvaient un regroupement de personnes de la même ethnie avec qui ils pouvaient forger des liens. Aujourd’hui, dans les quartiers Nord et Nord-Ouest de la capitale, figure la majorité de la population musulmane de Bruxelles.
La Belgique fut le premier pays d’Europe à reconnaître l'islam par l'inscription du culte dans la loi du 19 juillet 1974 modifiant la loi du 4 mars 1870 sur le temporel des cultes. La conséquence immédiate fut l’organisation de cours de religion musulmane dans les écoles publiques, dont la prise en charge était organisée par le CIC (Centre Islamique et Culturel), organe de chef de culte informel abrité dans la grande mosquée. À la suite des problèmes rencontrés dus à la complexité du culte islamique, un Commissariat royal à la Politique des immigrés (CRPI) fut créé et c’est dans son premier rapport de 1989 qu’une élection fut jugée indispensable. En parallèle le CIC avait également mis en place une procédure électorale pour la création d’un Conseil supérieur des musulmans de Belgique. C'est à ce moment que de nombreuses controverses firent surface, le gouvernement et le CRPI considérant le scrutin du CIC comme nul, tandis que l’imam-directeur du CIC estimait que l’État n’avait pas à se mêler des affaires religieuses comme indiquées dans la Constitution belge. Bien que les élections du CIC se poursuivirent, le gouvernement décida de créer un Conseil provisoire des sages pour l’organisation du culte islamique de Belgique, invitant les membres du CIC à y siéger, mais ceux-ci refusèrent et maintinrent leur propre procédure électorale. Une fois élu, ce Conseil supérieur des musulmans ne fut pas reconnu par le gouvernement belge et il déchargea le CIC de certaines de ses prérogatives.
Toutefois, le Conseil provisoire des sages n’étant pas un organe de chef de culte, il représentait davantage les piliers belges que la diversité musulmane du pays. Ce n’est qu’en 1994 que la situation fini par sortir de l’impasse avec la création de l’Exécutif des musulmans de Belgique (EMB). Cet organe provisoire, composé d’aucun représentant religieux, suscita de vives critiques de la communauté musulmane. En 1998, l’EMB proposa une assemblée de 68 membres, qui seraient définis par quatre catégories : Marocains, Turcs, Belges et autres, avec comme objectif de considérer l’EMB comme l’organe de chef de culte.
En 2017, la Wallonie compte 140 mosquées, soit environ deux fois plus qu'en 2007. La progression du nombre de lieux de culte serait semblable à Bruxelles et en Flandre.
En 2020, les subventions allouées par l'État fédéral belge aux imams représentent trois millions d'euros par an. De surcroît, l'Exécutif des musulmans de Belgique reçoit du gouvernement fédéral belge entre 500 000 et un million d'euros par an.

## Démographie

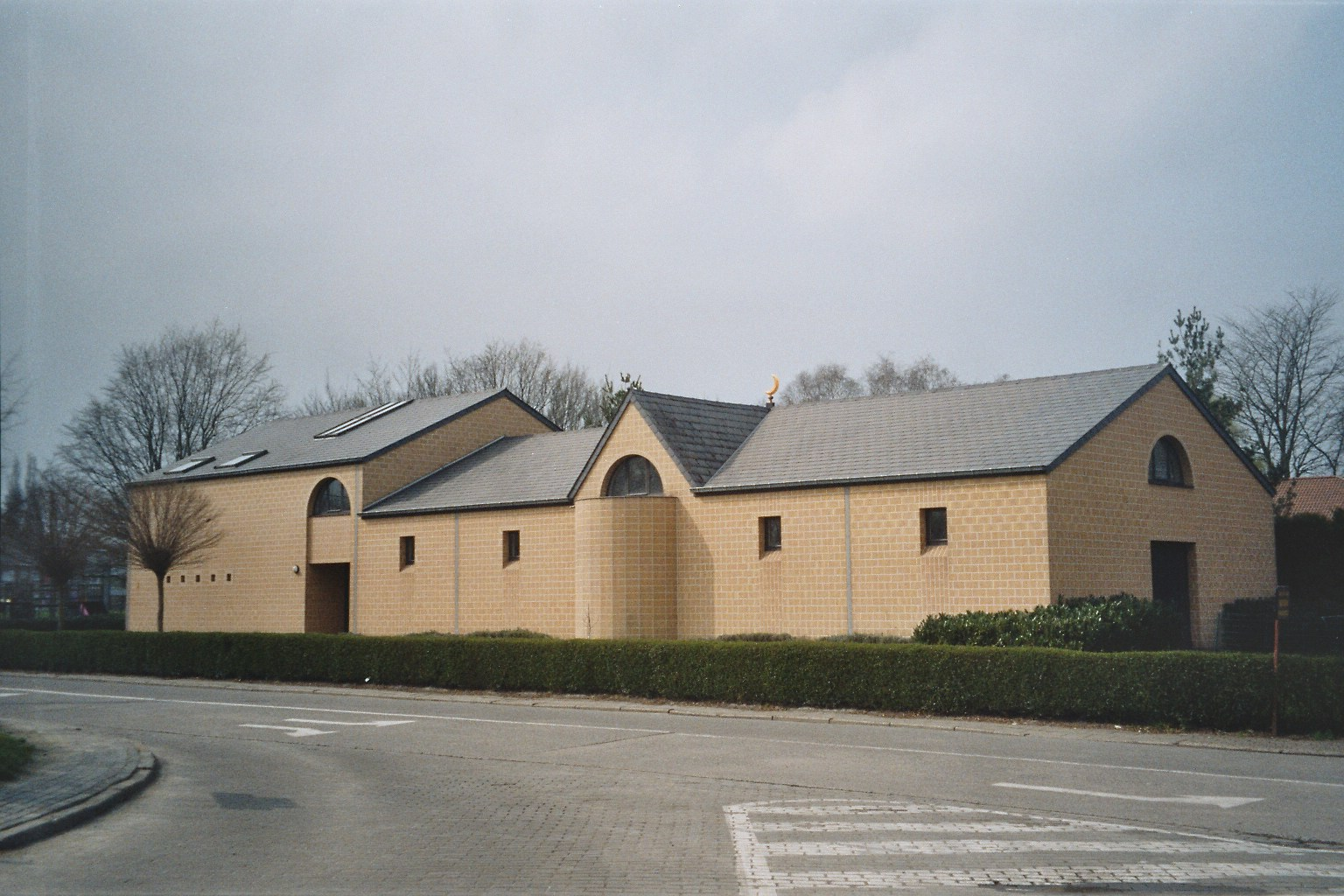
Mosquée de Lebbeke

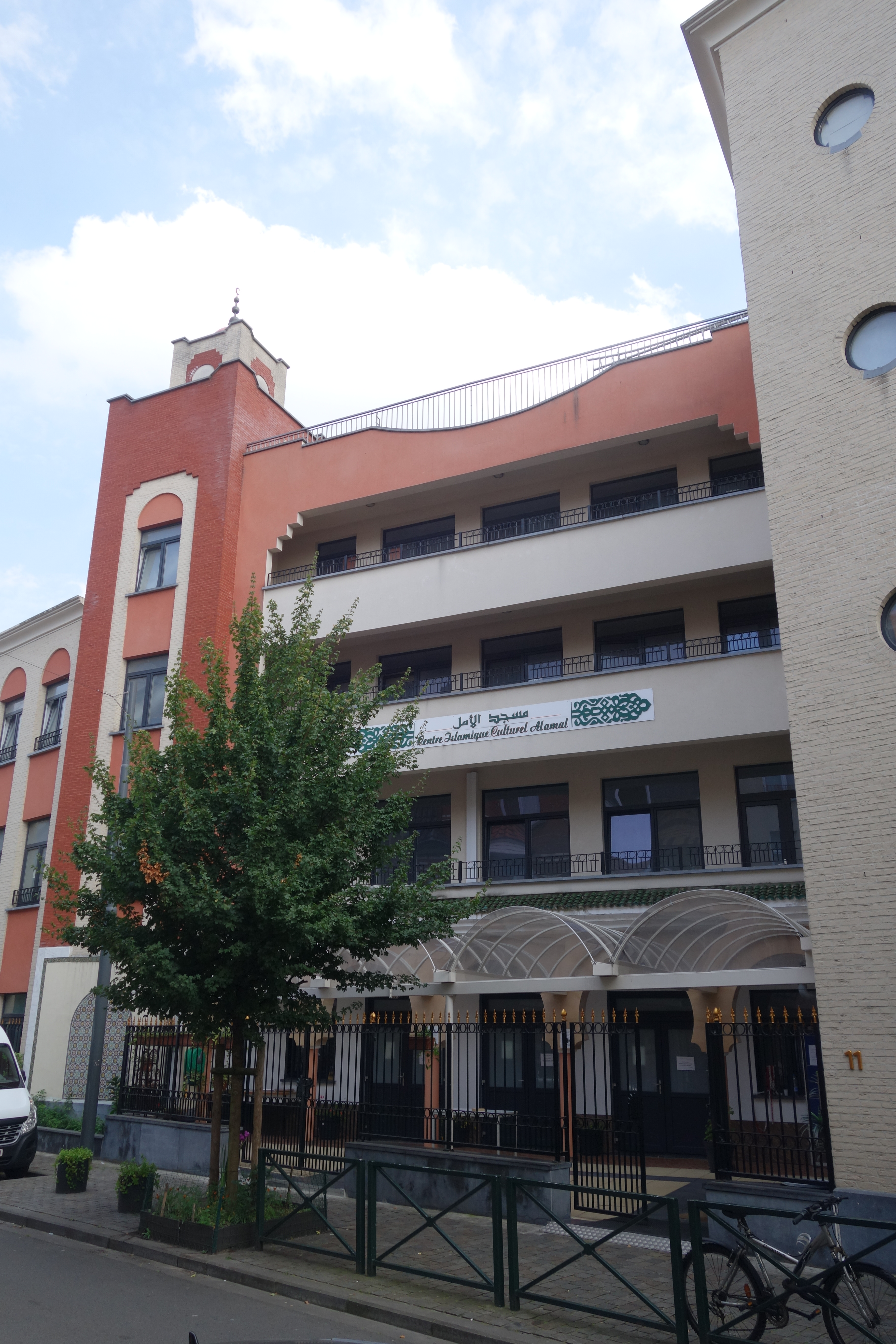
Mosquée Al-Amal à Anderlecht (communauté marocaine)

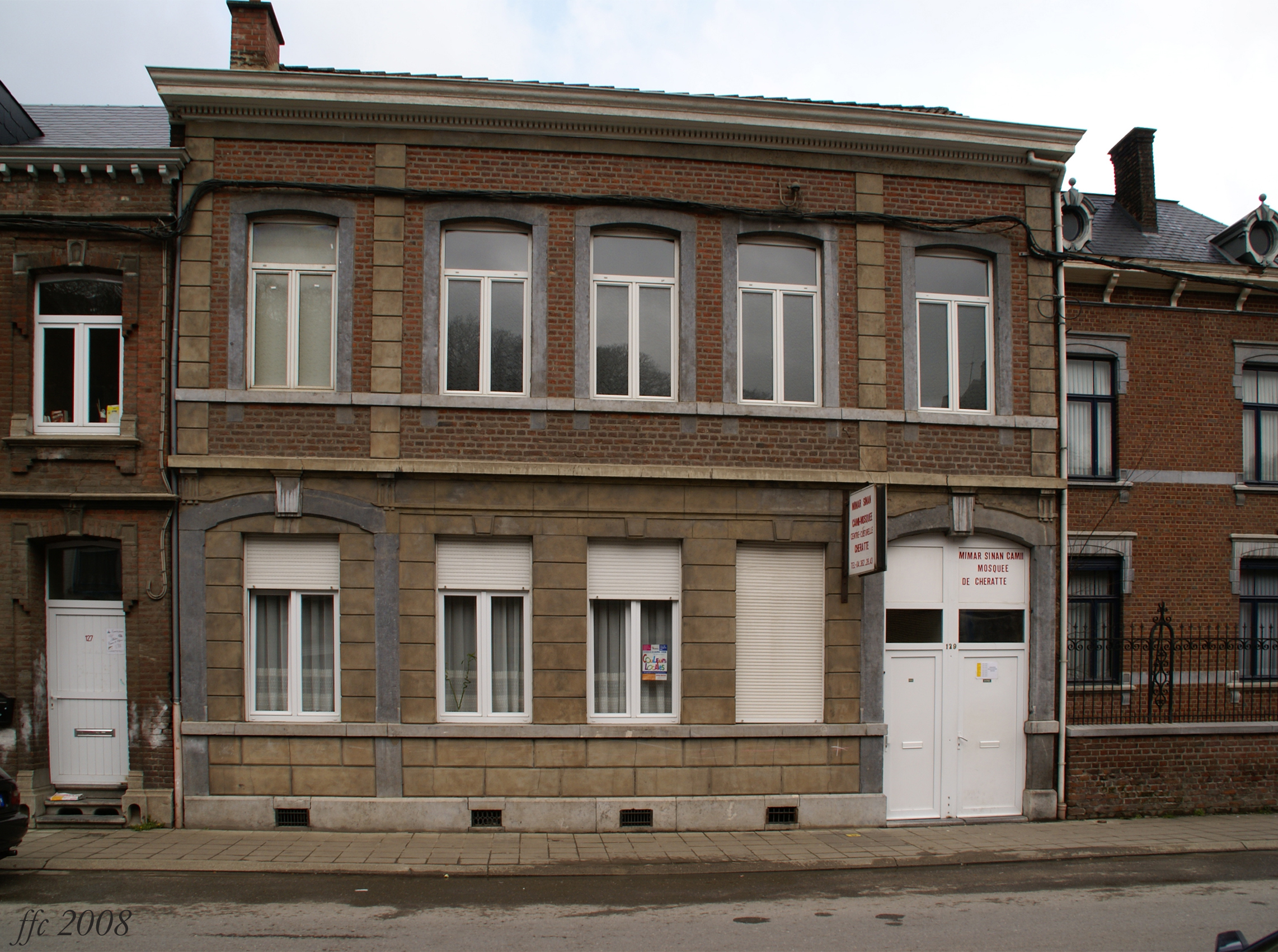
Mosquée Mimar Sinan de Cheratte (communauté turque)

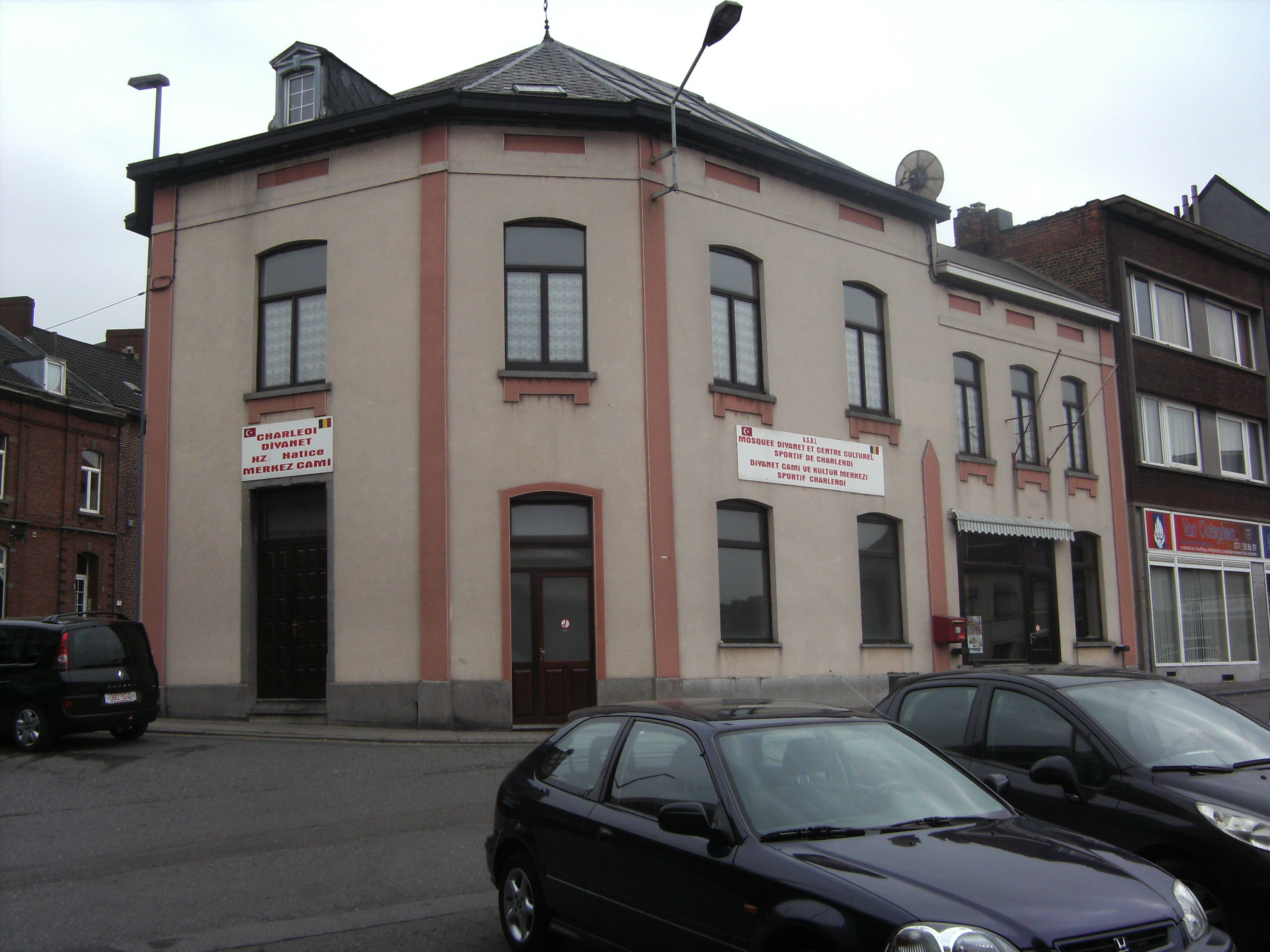
Mosquée Hatice de Charleroi-Broucheterre (communauté turque)

La communauté musulmane belge est largement urbaine et réside principalement dans la Région de Bruxelles-Capitale. Ainsi, suivant l'étude de Hertogen de janvier 2015, 23,6 % des Bruxellois sont musulmans, avec de grandes disparités entre les communes : si l'on dénombre une proportion de 49,3 % à Saint-Josse, de 41,2 % à Molenbeek-Saint-Jean ou encore de 38,5 % à Schaerbeek, des communes affichent des proportions de moins de 12 % à l'instar de Berchem-Sainte-Agathe (11 %), Ganshoren (10,7 %) et Uccle (6 %)[réf. nécessaire].
Dans son ouvrage L’iris et le croissant (2011), le sociologue Felice Dassetto avance des chiffres semblables et affirme qu’un quart des Bruxellois serait d’origine musulmane, « soit entre 250 000 et 300 000 personnes, dont une moitié de pratiquants ».
La Flandre et la Région wallonne affichent, les deux, des moyennes de 4 % de musulmans, avec des concentrations dans les agglomérations comme Anvers qui avec 81 933 personnes représentant 17,1 % de la population accueille la première communauté musulmane de Belgique[réf. nécessaire]. En chiffres absolus, après Anvers, on dénombre les plus importantes communautés du pays à Schaerbeek (45 781), Bruxelles (44 599), Molenbeek-Saint-Jean (34 083), Gand (29 926), Liège (28 341), Anderlecht (27 227) et Charleroi (25 962)[réf. nécessaire].
La moitié de la communauté turque habite en Flandre. Les villes les plus influencées par la communauté turque sont, à part Bruxelles, les villes néerlandophones d'Anvers, de Gand et de Genk.
Les centres de la communauté marocaine sont situés à Bruxelles et en Wallonie francophone, particulièrement dans les villes industrielles comme Liège et Charleroi.
La proportion de musulmans dans l'ensemble de la Belgique est passée, en 4 ans, de 6,3 % à 7 % de la population belge.
Le sociologue Jan Hertogen a réalisé des études en 2011, 2013 et 2015 dont les principaux résultats sont indiqués dans les tableaux ci-dessous :
| Région                       | 2011   | 2013   | 2015   |
| ---------------------------- | ------ | ------ | ------ |
| Région de Bruxelles-Capitale | 22,4 % | 22,6 % | 23,6 % |
| Région flamande              | 4,5 %  | 4,7 %  | 5,1 %  |
| Région wallonne              | 4,4 %  | 4,5 %  | 4,9 %  |
| Belgique                     | 6,3 %  | 6,5 %  | 7,0 %  |

| Commune               | 2011   | 2013   | 2015   |
| --------------------- | ------ | ------ | ------ |
| Anderlecht            | 27,6 % | 28,6 % | 30,2 % |
| Anvers                | 16,7 % | 17,5 % | 18,8 % |
| Bruges                | 1,2 %  | 1,6 %  | 1,8 %  |
| Charleroi             | 14,3 % | 15,2 % | 16,3 % |
| Molenbeek-Saint-Jean  | 39,1 % | 38,5 % | 41,2 % |
| Saint-Josse-ten-Noode | 47,0 % | 43,7 % | 45,0 % |
| Schaerbeek            | 37,2 % | 37,1 % | 37,3 % |
| Ville de Bruxelles    | 29,3 % | 29,8 % | 31,0 % |

### Projections
D'après les extrapolations de Jan Hertogen, corroborées par une étude du Pew Forum of Religion and Public Life menée en 2011, la Belgique pourrait compter 1 149 000 de musulmans en 2030, représentant alors 10,2 % de la population. Cependant des chercheurs comme Felice Dassetto récusent la pertinence de cette approche quantitative accusée de « souleve[r] un épouvantail démographique » en réduisant tout individu d’origine musulmane à des « religieux », en ignorant les indifférents, les agnostiques et autres athées.

## Lieu de culte
Il existe environ 350 mosquées recensées en Belgique. Les villes de Bruxelles et d'Anvers totalisent près de 40 % des lieux de prière du pays. Voir la Liste de mosquées de Belgique.

### Reconnaissance
Jusqu'en 2017, seules 81 mosquées ont réussi à obtenir une reconnaissance officielle des autorités, ce qui leur donne accès à d'éventuels subsides pour financer leurs activités. Cependant, les mosquées non reconnues font état de difficultés procédurales qui peuvent durer des années avant d'aboutir à une reconnaissance.
La plupart des établissements agissent sous la forme juridique d'ASBL.
La mosquée qui est reconnue devient un lieu public. Avec la reconnaissance, la mosquée passe alors sous le contrôle et la tutelle de l’Exécutif des musulmans de Belgique. La surveillance devient beaucoup plus facile. Cela permet aussi d’avoir une liste bien détaillée de tous les fidèles qui fréquentent la mosquée, avec leurs coordonnées. Ce qui est une obligation ministérielle.

### Histoire
L'histoire des mosquées en Belgique reste assez méconnue. En 1978, la transformation du pavillon oriental au parc du Cinquantenaire est aboutie grâce aux financements de l'Arabie saoudite, et la plus grande mosquée en Belgique était inaugurée. Cependant, elle n'est plus la plus grande mosquée de Belgique depuis les transformations de la mosquée al Khalil, située à Molenbeek. Et, bien qu'il s'agisse de la première mosquée reconnue en tant que telle, il ne s'agit pas du premier lieu de culte musulman dans le pays.
Déjà en 1968, un groupe de pionniers de l'immigration marocaine en Belgique faisait l'acquisition d'un local à la chaussée de Jette (Koekelberg) afin d'établir un premier lieu de culte pour les musulmans vivant à Bruxelles. À cette époque, la mosquée a enregistré une affluence d'une centaine de personnes une semaine après son ouverture. Cette mosquée était financée par les fidèles par des cotisations. Ces rentrées d'argent servaient à financer les fidèles qui se proposent pour diriger les prières (les imams), et servaient également à financer l'ensemble des activités d'entretien, etc.

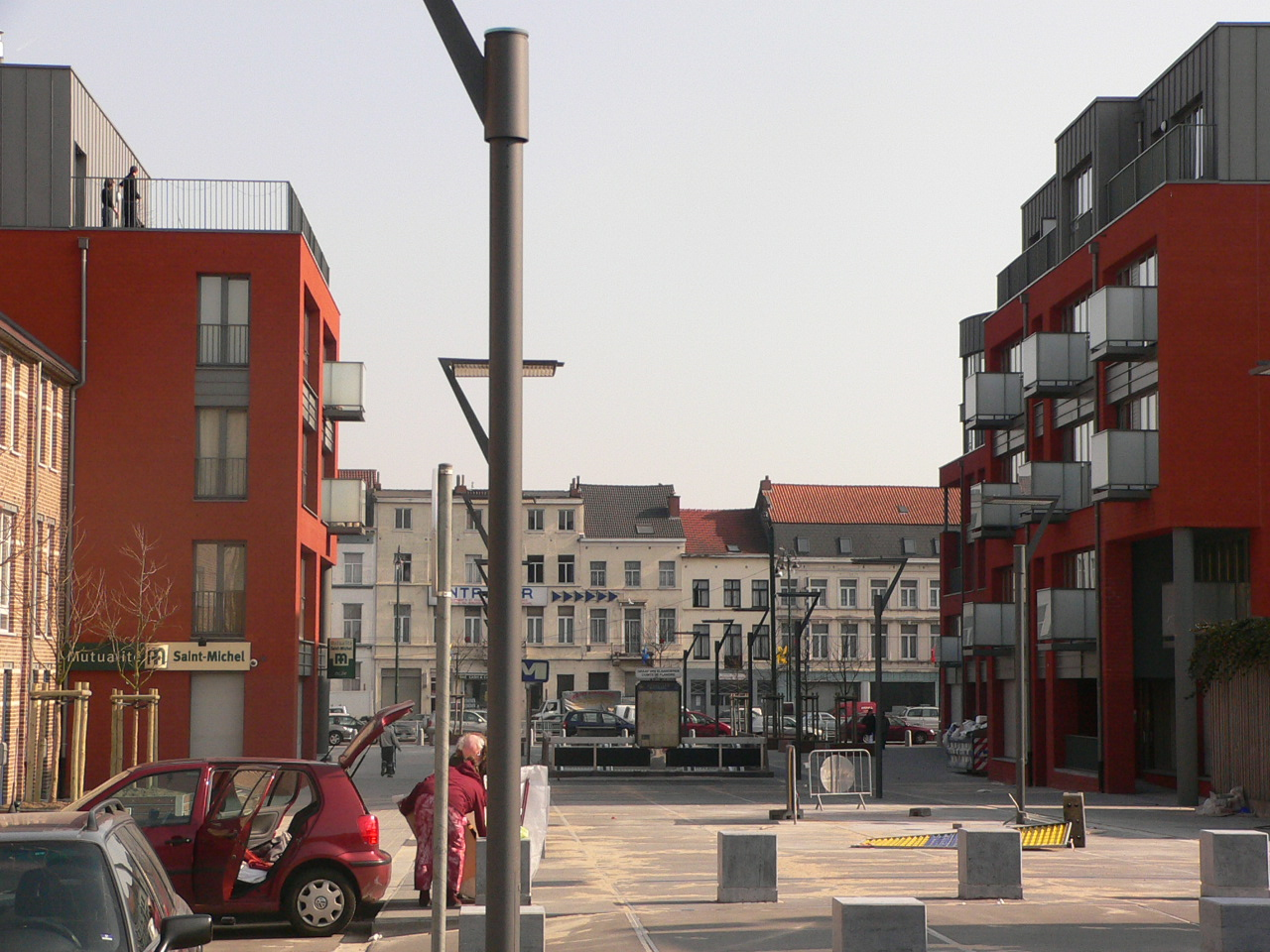
La première mosquée du pays (deux maisons au centre), vue depuis la rue Sainte-Marie, sa précédente localisation.

Ce lieu de culte a ensuite déménagé à la rue de l'école à Molenbeek-Saint-Jean, puis a déménagé à la rue Sainte-Marie, et pour finir il s'est établi définitivement au boulevard de Nieuport 8 1000 Bruxelles en 1971. La mosquée porte actuellement le nom de Mosquée Hamza, et n'a pu obtenir une reconnaissance officielle que depuis une dizaine d'années.

### Diyanet
La Diyanet dirige 62 mosquées en Belgique. À Bruxelles, près la moitié des mosquées turques sont des mosquées de la Diyanet, gérées par le Directorat turc des Affaires religieuses, une institution liée à l’État turc. Depuis 1982, la gestion et la coordination pour la Belgique est assurée par la fondation religieuse islamique Belçika Turk Islam Diyanet Vakfı (B.T.I.D.V.). Le personnel religieux de ces mosquées est perméable à l'infiltration d'éléments proches des mouvements nationalistes turcs. Pris isolément, ils peuvent volontiers se prononcer pour un islam politique et surtout pour un pouvoir autoritaire. Les positions idéologiques courantes dans ces mosquées officielles sont naturellement pro-gouvernementales et finalement assez proches de celles des organisations immigrées nationalistes.
En juillet 2021, le ministre flamand des Affaires intérieures et administratives, de l'Intégration et de l'Égalité des chances Bart Somers travaille sur un nouveau décret interdisant les financements des religions depuis l'étranger. Il déclare : « Il n'est pas possible que le régime d'Erdogan essaie de s'emparer des Flamands par le biais des mosquées. » Lors d'une audition au Parlement flamand, Mehmet Üstün, président de l'Exécutif des musulmans de Belgique (EMB), s'est plaint et a demandé au moins une période de transition, ce que le ministre a refusé.

### Financement
L'observatoire des religions et de la laïcité, rapportait en 2012, que le culte islamique bénéficiait de 2,1 % des financements destinés aux différents cultes par l'État belge, contre 85,8 % destinés au culte catholique et 8 % pour la laïcité.
Selon Jean-François Husson, spécialiste du financement public des cultes, la religion islamique bénéficiait en 2020 de 5 % des financements destinés aux différents cultes par l'État fédéral belge.
La menace islamiste a conduit les pouvoirs publics à considérer le financement public comme un vecteur de promotion d’un islam dit « de Belgique » ou « des Lumières ». 
En 2022, le culte islamique a reçu 3.417.130 euros de l'État fédéral belge (hors subventions des régions, communes etc.)
- Un « secrétaire général » reçoit 86.451 euros par an.
- Un « imam premier rang » reçoit 37.303 euros par an.
- Un « imam troisième rang » reçoit 26.816 euros par an[31].

### Répartition des mosquées en Belgique
| Localisation        | Nombre |
| ------------------- | ------ |
| Anvers              | 55     |
| Brabant-Wallon      | 5      |
| Brabant-Flamand     | 11     |
| Bruxelles-Capitale  | 77     |
| Hainaut             | 36     |
| Liège               | 33     |
| Limbourg            | 40     |
| Luxembourg          | 3      |
| Namur               | 4      |
| Flandre occidentale | 37     |
| Flandre orientale   | 7      |
| Autres              | 20     |

## Attentat contre une mosquée d'Anderlecht
En mars 2012, une mosquée chiite est victime d'une attaque par un individu motivé par la situation en Syrie. L'imam, d'origine marocaine, mais qui a étudié pendant sept ans la théologie chiite dans une université en Iran, décède à la suite de l'incendie criminel. Azzedine Laghmish, du centre culturel chiite incendié témoigne à la RTBF : « Une dizaine de fidèles attendaient pour la prière et une personne est rentrée avec un sac. Dedans, il y avait une bonbonne d'essence qu'il a jetée au centre de la salle. Une des personnes l'a attrapé (l'auteur, NDLR) et on a découvert qu'il y avait une hache dans le sac. Le feu a pris rapidement. L'imam de la mosquée a essayé d'étouffer le feu, il s'est retrouvé isolé dans une pièce et a été intoxiqué ». L'auteur Rachid El Boukhari, un Marocain de 35 ans, était arrivé illégalement du Maroc en Italie en 2007. Il se rend deux ans plus tard à Bruxelles, où il reçoit un ordre de quitter le territoire. Il vit de petits boulots, notamment de la vente de légumes. Rachid El Boukhari se présente comme un « sunnite ». Très peu pratiquant, il regardait par contre beaucoup la chaîne de télévision Al Jazeera. Il avait expliqué son geste comme une vengeance à l'encontre des musulmans chiites, responsables, selon lui, de crimes envers des musulmans sunnites en Syrie. Il a été condamné à 27 ans de prison.

## Impact politique et social
Avec plus de 200 associations, l’islam serait, selon Felice Dassetto, « après le football, la réalité organisée la plus mobilisatrice à Bruxelles. Plus que l’Église catholique, plus que les partis politiques, plus que les syndicats. »

### Perception
À la suite d'un sondage effectué par l'institut Ipsos en 2014, il apparaît que les Belges sont, avec les Français, parmi les occidentaux qui sur-évaluent le plus le nombre de musulmans et d'étrangers dans leur pays : les Belges interrogés estiment que la population serait composée de 29 % de musulmans, ce qui représente une perception éloignée de près de 23 % supérieure à la réalité.
Selon un sondage publié en janvier 2017, 74 % des personnes sondées considèrent que l'islam n'est pas une religion tolérante et 43 % d'entre eux pensent qu'être Belge et musulman n'est pas compatible. Parmi les musulmans qui ont été sondés, 70 % des personnes interrogées se sentent toujours perçues comme des étrangers, malgré leur nationalité belge. 60 % d'entre eux estiment que l’islam est « trop attaqué ».

## Formation des imams

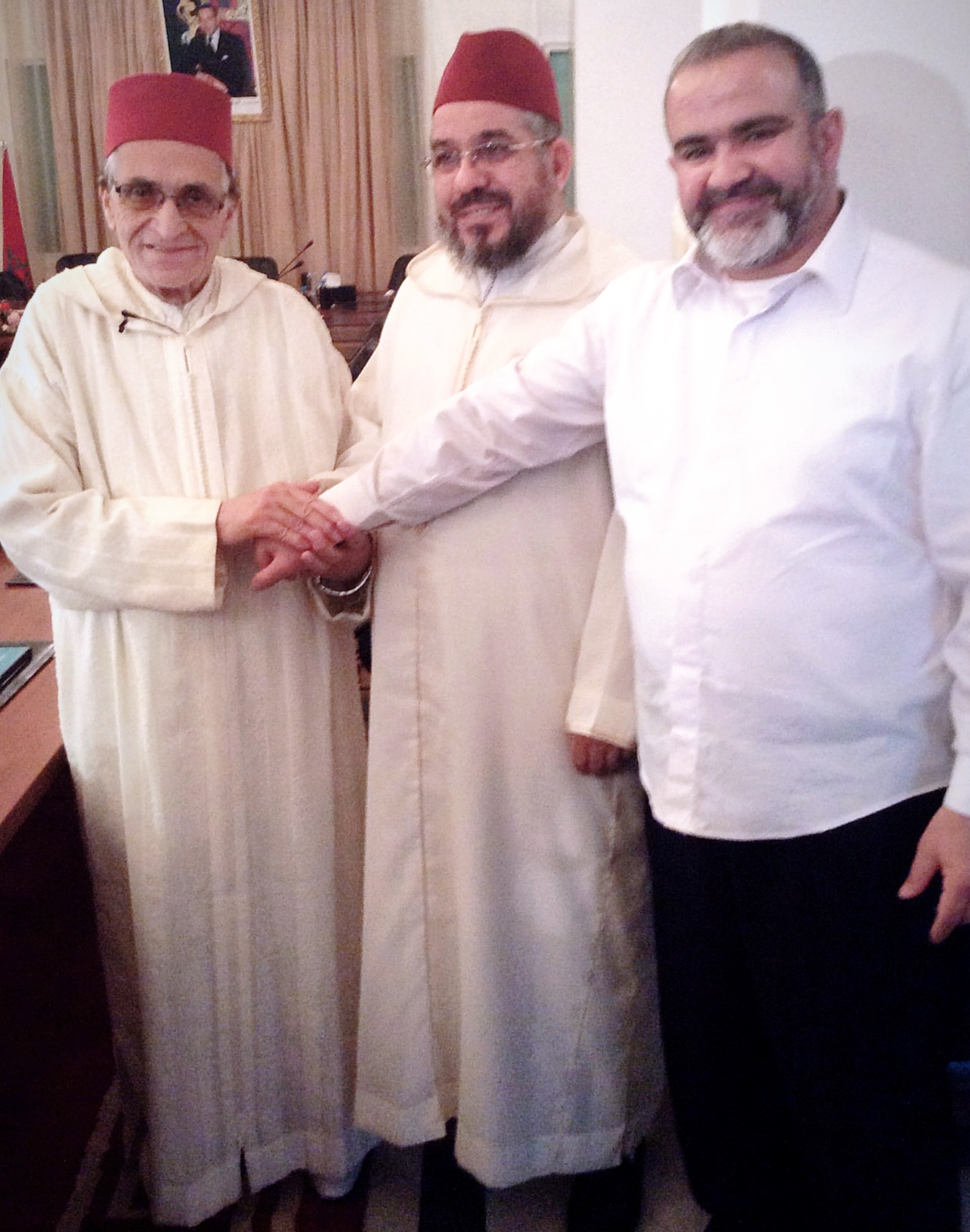
Deux imams d'origine marocaine. Au centre : Mohamed Toujgani, imam principal, pendant plus de 35 ans, de la mosquée al Khalil. À sa gauche : Mimoun Aquichouh, imam à Vilvorde, président de la Fédération des mosquées marocaines de Flandre et trésorier du Conseil musulman de Belgique, instance représentative du culte islamique de Belgique.

Selon le quotidien Le Monde, une des particularités de l'islam en Belgique serait que « nombre d’imams sont formés en Arabie saoudite »[source insuffisante], « beaucoup d’autres sont envoyés par les pays d’origine des populations immigrées. On parle ainsi (...) de mosquées marocaines, turques, pakistanaises, somaliennes. »

## Partis politiques
- Moslim Democratische Partij
- Parti jeunes musulmans
- ISLAM (parti politique belge)
- Team Fouad Ahidar[40],[41]

## Chiismeen Belgique

### Personnalités politiques chiites
- Dyab Abou Jahjah, militant politique proche du Hezbollah
- Redouane Ahrouch, Lhoucine Aït Jeddig et Abdelhay Bakkali Tahiri, du parti ISLAM
- Mohammed Kalandar, échevin du Parti socialiste à Molenbeek-Saint-Jean[42]
- Isabelle Praile, ancienne vice-présidente de l'Exécutif des musulmans de Belgique. Elle y représentait les chiites et les convertis de Belgique[43]. Très engagée au niveau communautaire chiite, Praile est la figure la plus médiatique du chiisme belge[44].

### Lieux de cultes chiites
- Mosquée Rida (Centre Culturel et islamique Imam Reda en référence à Ali ar-Rida), fondée en 1994, à Anderlecht, rue Docteur Meersman, principal lieu de culte chiite en Belgique (Grande Mosquée chiite belge, avec école, bibliothèque et librairie)
- Mosquée Ar-Rahman (ou Arrahmane ; chiites marocains), située également à Anderlecht, rue Georges Moreau, dans le même quartier (Cureghem)
- Mosquée Al-Hadi, située dans le même quartier que les deux premières, rue de l'Instruction, a fermé au début des années 2010.
- Mosquée Jaafarya (chiites pakistanais), rue de la Colonne et rue Van Male de Ghorain (deux entrées) à Molenbeek
- Mosquée El Hassan (chiites irakiens), rue d'Enghien à Molenbeek
- Mosquée Al-Houda (chiites turcs), rue de Moorslede à Laeken (À noter qu'une mosquée de Somaliens sunnites a porté le même nom à Molenbeek, mais a fermé vers 2016.)

## Frères musulmans en Belgique
Les Frères musulmans sont devenus en Belgique des acteurs de premier plan depuis les années 1980, grâce à leur dynamisme et leur capacité d'organisation. 
- Mosquée al Khalil, la plus grande de Belgique, qui abrite la Ligue d’Entraide Islamique et plusieurs écoles. C'est dans cette mosquée qu'ont été formés la plupart des prédicateurs bruxellois influents, comme Adil al-Jattari.
- Complexe Éducatif et Culturel Islamique de Verviers qui dirige la mosquée Assahaba, la plus grande de Wallonie[46],[47]. Elle organise des cours de langue arabe, une école de devoirs, des activités sportives et de formations, des conférences, des animations, une librairie etc.[48] L'islamologue Michaël Privot y a été élu en 2004 au Conseil d’Administration, avec fonction de trésorier. Il en devient secrétaire adjoint en 2007[49],[50].
- Mosquée Al Itissam à Liège[51].
- Yacob Mahi, enseignant de religion islamique d'origine marocaine, intellectuellement et spirituellement proche de Tariq Ramadan[52],[53]. Très médiatique, Mahi s'est fait connaître par le biais de polémiques[54] et par une condamnation pour faits de mœurs et de violence physique sur des élèves[55].

Tirant des conclusions de l'affaire Ihsane Haouach, le Comité R (Comité permanent de contrôle des services de renseignement et de sécurité) recommande une vérification préalable systématique de l'intégrité de candidats à certaines fonctions publiques, notamment les fonctions de commissaire du gouvernement, aumônier de prison, ou à l'armée. Pour la Sûreté de l'État, les Frères musulmans constituent une « menace haute et prioritaire en matière d'extrémisme ».
39 associations sont liées aux Frères en Belgique, dont des écoles, des mosquées, des mouvements scouts, des think tanks et des œuvres de bienfaisance.
Selon le politologue Ramadan Gjanaj, il y a de fortes pressions du Conseil Musulman de Belgique, dirigé par Michaël Privot, pour désigner des personnes au passé frèriste à deux postes de l'Aumônerie militaire. Les autorités militaires l'ont bien compris et ont émis des réserves.
Selon Serge Lipszyc, président sortant du Comité R (institution de contrôle externe des services de renseignements, relevant du Parlement fédéral), « les risques liés au renforcement des Frères musulmans en Belgique ne semblent pas toujours pris à leur juste mesure. »
À Bruxelles, l'influence des Frères musulmans est très importante. Quatre associations sont pointées du doigt par un rapport commandé par le gouvernement français : la Ligue des musulmans de Belgique (LMB), Femyso, le Collectif pour l'inclusion et contre l'islamophobie en Belgique (CIIB) et la Fédération des organisations islamiques en Europe.

### Terrorisme
- Ligue des musulmans de Belgique (LMB)[62] qui a notamment organisé les Foires musulmanes de Bruxelles et créé, en septembre 2016, la LMB Scout Bruxelles.

La Ligue des musulmans de Belgique (LMB), dont les membres sont d'origine marocaine, est listée depuis 2014 comme une organisation terroriste par les Émirats Arabes Unis,,.

## Mouridismeen Belgique
- Mouhameth Galaye Ndiaye, « probablement l'imam le plus important de Belgique » selon l'hebdomadaire d'information Le Vif/L'Express[66], est un spécialiste du mouridisme.

## Tabligh en Belgique
- Mosquée Al Imrane, rue des Osiers à Molenbeek

## Salafismeen Belgique
- Markaz Al-Forqane (cours pour enfants et adultes, conférences, bibliothèque et librairie), rue de Menin à Molenbeek
- Mosquée Assalam (unique mosquée salafi en Belgique), cité du Festinoy à Ghlin (banlieue de Mons[67],[68])

## Personnalités liés à l'islam en Belgique
- Abdullah al-Ahdal : imam et directeur de la Grande mosquée de Bruxelles et victime d'un attentat.

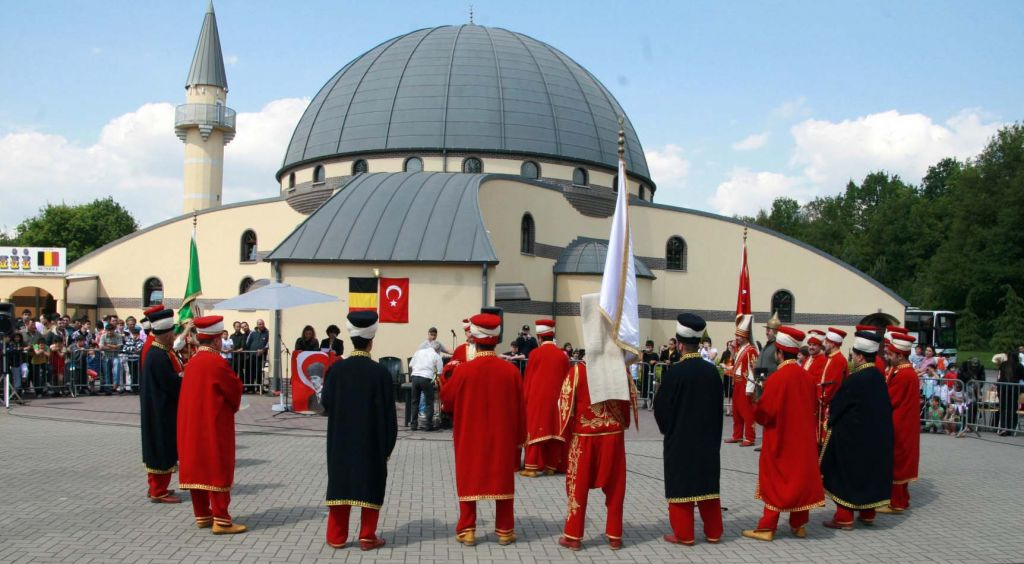
Mosquée Yunus Emre à Genk (communauté turque)

- Khalid Benhaddou : imam à Gand.
- Dyab Abou Jahjah : militant politique proche du groupe islamiste chiite Hezbollah.
- Bassam Ayachi : inspirateur du radicalisme islamiste en Belgique.
- Fouad Belkacem : militant takfiriste et fondateur de Sharia4Belgium.
- Abou Chayma : prédicateur et exorciste.
- Jean-Louis Denis : recruteur djihadiste.
- Salah Echallaoui : haut responsable de la gestion de l'islam en Belgique.
- Rachid Haddach : prédicateur et imam.
- Michaël Privot : militant pour un « islam européen », il est directeur du Conseil musulman de Belgique.
- Mohamed Toujgani : principal imam de la mosquée al Khalil, la plus grande de Belgique.
- Nordine Taouil : mam controversé à Anvers.